# Давиша, Карен
Ка́рен Дави́ша (англ. Karen Dawisha; 2 декабря 1949, Колорадо-Спрингс, Колорадо — 11 апреля 2018, Оксфорд) — американский учёный и писательница, профессор политологии в Университете Майами (Огайо), директор Центра российских и постсоветских исследований имени Вальтера Е. Хавигхерста (англ. The Havighurst Center for Russian and Post-Soviet Studies).

## Биография
Родилась в Колорадо-Спрингс 2 декабря 1949 года. Её мать Паула (урождённая Кин, Keene), была школьной учительницей, а отец, Гарри Хёрст — джазовым музыкантом. У Карен было два брата и сестра. Она начала учиться в местной школе, где преподавался курс русского языка, что пробудило в ней интерес к России. Она продолжила учёбу в Университете Колорадо в Болдере, изучая политику России.
Годом позже получила степень бакалавра в британском Университете Ланкастера, а в 1974 году — степень доктора в Лондонской школе экономики и политических наук.
Была советником в Комитете международных отношений Палаты общин Великобритании, членом Совета по международным отношениям, сотрудником Государственного департамента США (1985—1987).
С приходом к власти в СССР Михаила Горбачёва исследовала возможности перехода посткоммунистических стран к демократии в книге «Eastern Europe, Gorbachev and Reform: The Great Challenge», 1990.
С 1985 года до 2000 года была профессором кафедры Государственного управления и политологии Мэрилендского университета и директором Центра изучения посткоммунистических сообществ (Center for the Study of Post-Communist Societies), а затем перешла на должность профессора Университета Майами в Оксфорде, Огайо, на кафедру политических наук. Основала Центр российских и постсоветских исследований имени Хавигхерста, где в следующие 16 лет вела научную и учебную работу. Её дом был открыт для студентов для всего мира. Преподавая политологию, она также основала класс традиционных чеченских танцев[значимость факта?].
В 2007 году Давиша встречалась с Путиным в составе делегации учёных. После выхода её книги «Клептократия Путина» въезд в Россию для неё был запрещён.
Уволилась из созданного ею центра в 2016 году, когда у неё был диагностирован рак. Скончалась 11 апреля 2018 года.

## Книга «Клептократия Путина»
Книга Клептократия Путина: Кто владеет Россией? (англ. Putin's Kleptocracy: Who Owns Russia?), изданная в 2014 году издательством Simon & Schuster была охарактеризована как «кто есть кто в списке санкций, составленном Америкой и Европой». В книге описано восхождение Путина к вершине власти во время его пребывания в Санкт-Петербургe в 1990-е годы. Давиша показывает, как друзья и коллеги Путина в годы его становления накопили крупные состояния и добились значительного влияния. Хотя Путин был избран с обещаниями держать под контролем олигархов, возникших в 1990-е годы, Давиша пишет, что Путин преобразовал «олигархию, независимую от государства и более сильную, чем государство, в корпоративную структуру, в которой олигархи подчинялись государственным чиновникам, которые получили и использовали экономический контроль… как для нужд государства, так и для своих собственных». В результате 110 человек контролируют 35 % богатств России, утверждает Давиша. Тогда как исследователи традиционно рассматривают Россию Путина как неудачную попытку построения демократии, Давиша утверждает, что «с самого начала Путин и его окружение задумывали создать авторитарный режим, управляемый сплочённой группой… используя демократию для прикрытия».
Исследовательница указывает, что Путин и многие люди его близкого круга жили в одном и том же дачном кооперативе у озера, основанном в 1990-е годы в окрестностях Санкт-Петербурга. Один из его друзей — виолончелист Сергей Ролдугин, имя которого впоследствии было обнаружено в «панамском архиве» в связи с множеством оффшорных счетов на общую сумму 2 млрд долларов.
«Клептократию Путина» называют библией для журналистов-расследователей, изучающих деньги Путина.

### История издания
Ранние статьи и книги Давиши были высоко оценены, однако её последняя книга Клептократия Путина: Кто владеет Россией? (англ. Putin's Kleptocracy: Who Owns Russia?), написанная с «ясностью, стратью и смелостью», вызвала противоречивые мнения.
Над книгой учёный работала 8 лет. Однако издательство Cambridge University Press, ранее выпустившее пять её книг, отказалось печатать 500-страничную рукопись, — книга оставляла мало сомнений в правдивости содержащихся в ней материалов. Редактор Джон Хаслам (John Haslam) сослался на риск судебных исков в электронном письме от 20 марта, позднее опубликованном журналистом Эдвардом Лукасом в журнале The Economist. Хаслам написал, что «в связи со спорной темой книги и её основным утверждением, что власть Путина основана на его связях с организованной преступностью, мы не уверены, что книгу возможно переписать так, чтобы мы чувствовали себя комфортно». Он опасался исков в британских судах со стороны русских. Это решение вызвало волну критики в академических кругах, а сама Давиша обратила свои претензии больше к репрессивному британскому законодательству о клевете, нежели к самому издательству. Давиша отметила, что «одно из самых влиятельных и уважаемых издательств отказывается от книги не в связи с качеством исследований, а потому, что тема слишком острая». Исследовательница пояснила, что её возмущение направлено на атмосферу в Великобритании, которая приводит к «упредительному сжиганию книг». Также газета Financial Times отметила «страх перед британскими законами о клевете, известными своей предрасположенностью к истцам».
Книгу в конце концов опубликовало американское издательство Simon & Schuster, сначала в США, а затем и в Великобритании.

### Отзывы
Клептократия Путина была названа «беспристрастным научным разоблачением», выполненным с «поразительной непреклонностью», в котором «мощь аргументов усиливается спокойствием изложения». Согласно одним утверждениям, книга обрушивает «бурный поток деталей», который может «утопить читателей, незнакомых с советской и российской политикой». Согласно другим утверждениям, книга расценивается как «наиболее убедительный отчёт о коррупции в современной России» и детальное изложение является сильной её стороной.
Журналистка и писательница Энн Аппельбаум отметила «фокус на финансовой истории восхождения Путина к власти: страница за страницей содержат неприукрашенные подробности одной преступной операции за другой, включая имена, даты и цифры» и похвалила смелость книги: «многие из этих подробностей никто до сих пор не собирал вместе — и по понятной причине».
Наиболее острой критике книгу подверг политолог Ричард Саква, который отметил, что хотя книга является «выдающимся досье злодеяний и политической коррупции в эпических масштабах» и «смелым и тщательным расследованием основы богатства и власти в России Путина», но не согласился с использованием термина «клептократия». Он утверждал, что российское общество работает на основании социального контракта (негласного соглашения между государством и народом), который отражается в том, что режим использует некоторую часть средств на законные социальные нужды. Давиша ответила на это заявление в нескольких публичных выступлениях утверждая, что понятие социального контракта во времена Путина сомнительно. Например, выступая в Лондоне в 2015 году, Давиша так ответила на вопрос об этой критике: «Когда президент говорит о бизнес-элите как о курицах, высиживающих яйца… что он имеет в виду? … Где правовые нормы в России? … Правовые нормы для России находятся в Лондоне. Почему 150 миллиардов долларов покинули страну в прошлом году? Потому, что считается возможным обезопасить свои богатства в долгосрочной перспективе только за пределами их собственной страны. Таким образом, если вы не можете защитить ваши права, то, я полагаю, что ни одна политическая теория не может утверждать, что существует социальный контракт; даже российская политическая теория».

## Другие публикации
- Россия и новые государства Евразии: Политический переворот (англ. Russia and the New States of Eurasia: The Politics of Upheaval, Издательство Кембриджского университета, 1994, в соавторстве с Брюсом Парроттом (Bruce Parrott))[22]
- Восточная Европа, Горбачёв и реформа: Великая задача (англ. Eastern Europe, Gorbachev and Reform: The Great Challenge, Издательство Кембриджского университета, 1989, второе издание 1990)[23]
- Кремль и Пражская весна (англ. The Kremlin and the Prague Spring, Издательство Калифорнийского университета, 1984)[24]
- Советский Союз на Среднем востоке: Политика и перспективы (англ. The Soviet Union in the Middle East: Politics and Perspectives, Издательство Холмс и Мейер (Holmes and Meier) для Королевского института международных отношений 1982)[25]
- Советские Восточно-европейские дилеммы: Принуждение, конкуренция и согласие (англ. Soviet East-European Dilemmas: Coercion, Competition, and Consent, Издательство Холмс и Мейер для Королевского института международных отношений 1981)[26]
- Советская внешняя политика по отношению к Египту (англ. Soviet Foreign Policy Toward Egypt, Издательство Macmillan 1979)

## Семья
Карен познакомилась с будущим мужем, иракским учёным Адидом Давиша (Adeed Dawisha), в Университете Ланкастера. Он пережил супругу, в семье было двое детей — Эмили и Надя, и внук Тео.

### Комментарии
1. ↑  Примерный перевод названия: «Восточная Европа, Горбачёв и реформы: великий вызов», на русском не издавалась